# Cá mú rạn
Cá mú rạn, danh pháp là Cephalopholis urodeta, là một loài cá biển thuộc chi Cephalopholis trong họ Cá mú. Loài này được mô tả lần đầu tiên vào năm 1801.

## Từ nguyên
Từ định danh của cá mú rạn không được tác giả ghi chú lại ý nghĩa. Theo giải thích của nhà ngư học hiện đại, Christopher Scharpf, urodeta có lẽ được ghép bởi hai âm tiết trong tiếng Hy Lạp cổ đại: ourá (ουρά; "đuôi") và deta, không rõ từ nguyên, có thể là tính từ của dêlos (δῆλος; "rõ ràng"); nếu đúng là vậy thì hàm ý đề cập đến hai dải xiên trắng nổi bật trên vây đuôi loài cá này.

## Phạm vi phân bố và môi trường sống
Từ đảo Giáng Sinh ở Đông Ấn Độ Dương, cá mú rạn được phân bố trải dài về phía đông đến đảo Wake, quần đảo Line và quần đảo Pitcairn, ngược lên phía bắc đến quần đảo Ogasawara và quần đảo Ryukyu (Nhật Bản), giới hạn phía nam đến Úc, Tonga và đảo Rapa Iti.
Ở Việt Nam, cá mú rạn được ghi nhận tại Quảng Nam; đảo Lý Sơn (Quảng Ngãi); vịnh Nha Trang (Khánh Hòa); Ninh Thuận; Bình Thuận; quần đảo An Thới (Kiên Giang); quần đảo Hoàng Sa và quần đảo Trường Sa.
Hơn 1800 cá thể cá mú rạn đã được đưa từ quần đảo Marquises đến đảo Oahu (quần đảo Hawaii) vào năm 1958, tuy nhiên, chúng lại không thành lập một quần thể ở đây.
Cá mú rạn ưa sống ở khu vực mặt trước rạn, đôi khi cũng được tìm thấy trong vùng đầm phá, độ sâu đến ít nhất là 60 m.

## Mô tả
Chiều dài cơ thể lớn nhất được ghi nhận ở cá mú rạn là 28 cm. Thân có màu nâu đỏ (sẫm hơn ở thân sau), thường có các vạch sọc mờ dược tách đôi ở nửa thân dưới. Đầu có nhiều chấm màu đỏ cam nằm sát nhau, đôi khi xuất hiện thêm các vệt mờ màu đỏ nhạt. Một cặp đốm ở trước môi dưới, thẳng hàng với cặp răng nanh trước. Vây lưng mềm và vây hậu môn lấm chấm đỏ cam. Vây bụng màu đỏ cam, thường có rìa màu xanh lam. Vây đuôi có 2 dải màu trắng xiên hội tụ về phía cuối vây; góc vây màu đỏ. Vây ngực màu nâu đỏ ở gốc, chuyển vàng trở ra rìa.
Số gai ở vây lưng: 9; Số tia vây ở vây lưng: 14–16; Số gai ở vây hậu môn: 3; Số tia vây ở vây hậu môn: 8–9; Số tia vây ở vây ngực: 17–19; Số vảy đường bên: 54–68.

## Sinh học
Thức ăn của cá mú rạn gồm những loài cá nhỏ hơn và động vật giáp xác.

## Thương mại
Do kích thước nhỏ mà cá mú rạn chủ yếu được đánh bắt trong nghề cá thủ công, tuy nhiên chúng lại xuất hiện phổ biến trong ngành thương mại cá cảnh.